# Български военен атлас
„Български военен атлас“ е най-големият атлас, издаван в България. Излиза през 1979 г. в тираж 15 000 броя.
Състои се от 2 книги. Първата е илюстрована и съдържа географски и военноисторически карти. Втората е приложение-брошура с азбучен указател на всички термини от първата книга. Размерите на първата книга са 25 см ширина, 34 см височина и 3 см дебелина и обем от 310 страници. Разделена е на 3 основни части.

## Уводна част (стр. 1 – стр. 28)
Съдържа 3 карти на звездното небе, 2 карти на Слънчевата система, карта на най-значителните изследвания на космоса, карта на часовите пояси на Земята, карта на строежа на земната повърхнина и на земната вътрешност и образци на военнотопографски карти и фотограметрични снимки.

## Географска част (стр. 29 – стр. 134)
Съдържа физическа карта на света на стр. 30 – 31 и карти на държавите на континентите (стр. 54 – стр. 134) в поредност Европа, Азия, Африка, Северна Америка, Южна Америка, Австралия и Океания и България.
От стр. 32 до стр. 52 съдържа карти на световните океани, тектонски, земетръсни, вулканични, геоморфоложки, температурни, валежни, климатични, почвени, както и карти на природните зони, народите, речните оттоци и видовете транспорт по света.

## Историческа част (стр. 136 – стр. 310)
Историческата част е разделена на 2 части.

### Българска военна история (стр. 142 – стр. 212)
Първите 3 карти в тази част са „Тракийските земи до заселването им от славяни и прабългари“. След това следва пълен преглед в хронологичен ред на всички военноисторически събития от основаването на Българската държава през 681 г. до края на Втората световна война за България през 1944 – 1945 г.

### Световна военна история (стр. 214 – стр. 305)
Първата карта в тази част е „Гръцко-персийските войни (500-470 г. пр.н.е.)“. Следват карти отново в хронологичен ред за войните през феодализма и капитализма, Руско-турската освободителна война (1877 – 1878), Първата и Втората световни войни.
От стр. 297 до стр. 305 са карти на регионални военни конфликти след 1945 г. Последната карта на стр. 305 е озаглавена „Разпадане на колониалната система“.
От стр. 307 до стр. 310 има общи справочни данни за земята.

## Авторски колектив
В съставянето на „Български военен атлас“ участват 21 български учени в областта на географията, историята, военното дело и физиката, между които физикът академик Христо Христов (1915 – 1990), физикогеографът Живко Гълъбов (1908 – 1993), историкът Йоно Митев (1916 – 2001).